# Georges Darmois
Georges Darmois (* 24. Juni 1888 in Éply; † 5. Januar 1960 in Paris) war ein französischer Mathematiker, mathematischer Physiker und Statistiker.

## Leben
Darmois studierte ab 1906 an der École normale supérieure (ENS) mit dem Abschluss der Agrégation 1909. Danach war er Präparator (Agrégé préparateur) an der ENS und bereitete seine Dissertation vor. Er wurde aber wegen Wehrdienst im Ersten Weltkrieg (Artillerie, Flugabwehr, Schallortung) erst 1921 promoviert (Sur les courbes algébriques à torsion constante). Schon zuvor veröffentlichte er über Differentialgeometrie (angeregt durch Gaston Darboux, dessen Vorlesungen er besuchte). Ab 1919 lehrte er an der Faculté des Sciences in Nancy (ab 1921 als Professor) und wurde 1933 Chargé de Cours an der Faculté des Sciences in Paris (Sorbonne). Zunächst war er Professor für Wahrscheinlichkeitstheorie und mathematische Physik ohne Lehrstuhl, ab 1941 Titularprofessor und ab 1949 Professor an der Sorbonne (als Nachfolger von Maurice Fréchet). Außerdem hielt er (als Protegé von Emile Borel) Vorlesungen am 1928 gegründeten Institut Henri Poincaré. Er war der erste Professor für Statistik in Frankreich und Direktor des Instituts für Statistik der Sorbonne.
Er befasst sich neben mathematischer und angewandter Statistik auch mit Stellardynamik und Allgemeiner Relativitätstheorie.
1955 wurde er Mitglied der Académie des sciences.
Sein Bruder Eugène Darmois war ein bekannter Physiker.
1928 war er Invited Speaker auf dem Internationalen Mathematikerkongress in Bologna (Sur l’analyse et comparasion des séries statistiques qui se développent dans le temps). Er korrespondierte mit Ronald Fisher. Fisher besuchte 1938 das Institut Henri Poincaré und 1940 besuchte Darmois London. Wegen des Kriegsausbruchs blieb er dort während des Krieges.
1945 war er Präsident der Société Mathématique de France. Ab 1954 war er Präsident des International Institute of Statistics.

## Schriften
- Les Équations de la Gravitation Einsteinienne, Memoirs des Sciences Mathématiques, Gauthier-Villars, 1927, Onlíne, numdam, djvu (PDF; 3,1 MB)
- La théorie einsteinienne de la graviation; les vérifications expérimentales, Paris: Hermann 1932
- La relativité, Paris: Hermann1932
- L’emploi des observations statistiques, méthodes d’estimation, Paris: Hermann 1936
- Statistique Mathématique, Paris: G. Doin 1928
- Les mathématiques de la psychologie, Gauthiers-Villars 1940
- Statistique et Applications, Paris: A. Colin, 1932
- Calcul de probabilités, 1964